# Улица Жигиманту

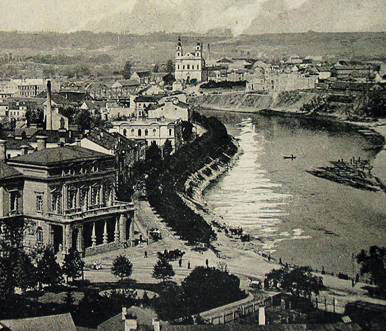
Улица Жигиманту в Вильнюсе. Историческое фото.

У́лица Жиги́манту (лит. Žygimantų gatvė) — улица в Старом городе Вильнюса, идущая по левому берегу реки Вилии (Нерис) между Мостом короля Миндаугаса и Зелёным мостом, повторяя изгиб реки. 
Пролегает от улицы Т. Врублевскё до улицы Вильняус. Её продолжением служит улица А. Гоштауто. На улицу выходит улица Радвилу, соединяющая Жигиманту с улицей Тилто.
Длина улицы около 700 метров. Имеется велосипедная дорожка.

## Название
До Второй мировой войны Жигиманту носила название Зыгмунтовской (пол. Zygmuntowska). В советское время обе улицы, Жигиманту и Гоштауто, носили имя К. Пожелы. Нынешнее название связано с именами польских королей и великих князей литовских Сигизмунд I Старый и Сигизмунд II Август.

## Застройка

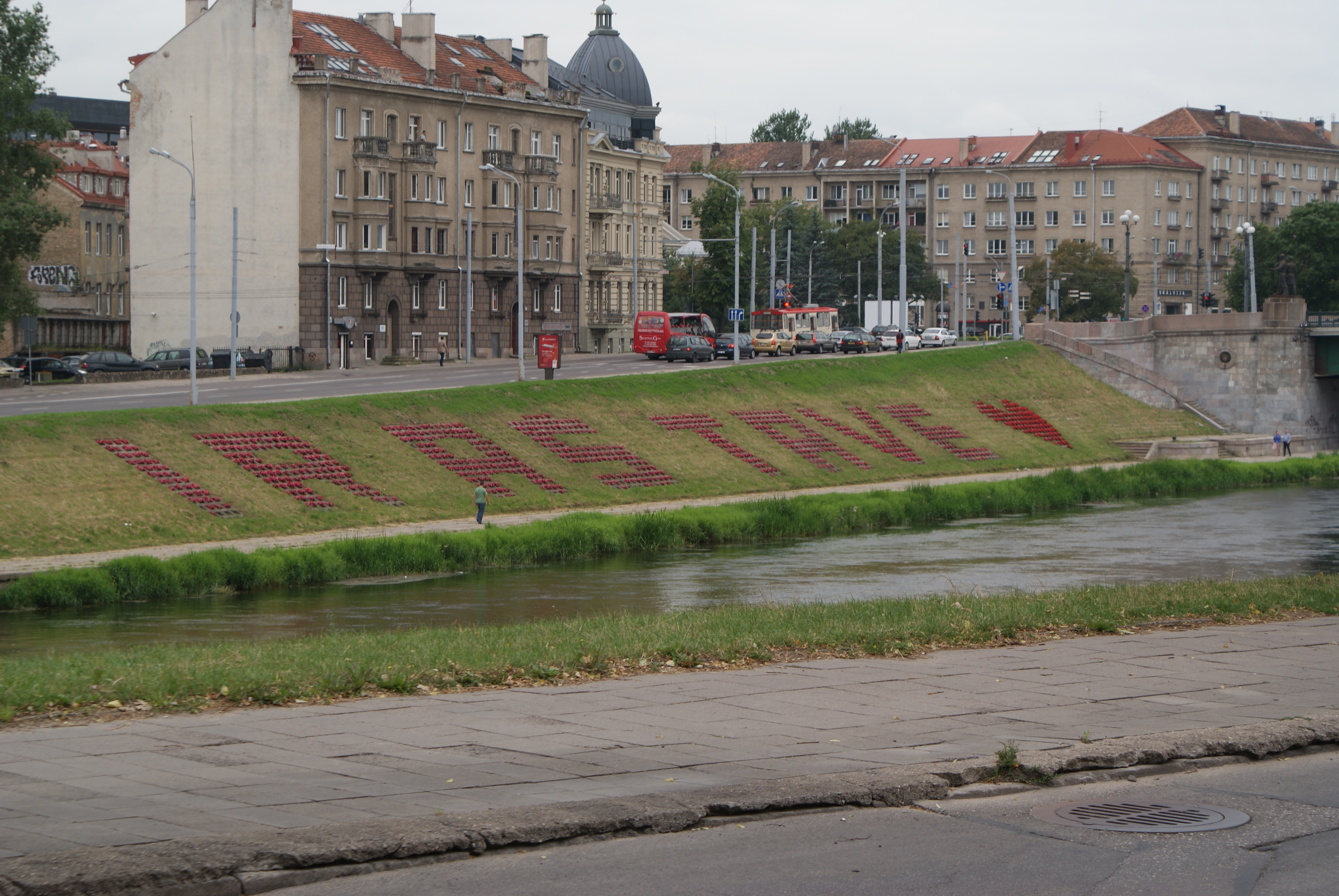
Жигиманту 14 у перекрёстка с улицей Вильняус

Улица прокладывалась во второй половине XIX века при благоустройстве набережной реки и разбивке бульвара. Застроена только с левой западной стороны достаточно высокими, преимущественно трёх- и четырёхэтажными зданиями, главным образом конца XIX и начала XX веков. Нумерация четырнадцати домов начинается от угла с улицей Тадеуша Врублевского.
- Дом №1 — первое угловое здание из жёлтого кирпича (Žygimantų g. 1 / T. Vrublevskio g. 8) занимает Библиотека Академии наук Литвы имени Врублевских. Здание строилось по проекту архитектора Киприана Мацулевича в 1884—1888 годах.

- Дом №2 — в трёхэтажном здании размещается Высший административный суд Литвы (Žygimantų g. 2). Здание было построено в 1892 году по проекту Константина Быковского и принадлежало Анне Зайончек  (Zajacek) и Екатерине Тышкевич. В советское время в здании размещалась детская поликлиника.

- Дом №3 — двухэтажное здание (Žygimantų g. 3) раньше было зимним дворцом графа Юзефа Тышкевича с оранжереей (архитектор К. Мацулевич; 1891—1895). В советское время здесь располагались отделы клиники при Институте экспериментальной и клинической медицины.

- Дом №4 — (Žygimantų g. 4) построен в 1886 году по проекту архитектора Юлиана Янушевского.

- Дом №9 — бывшее владение Игнатия Парчевского (Жигиманту 9; Žygimantų g. 9) отличается фасадом с богатым декором в стиле историзма; построено по проекту архитектора Аполлинария Микульского в 1893—1895 годах.

- Дом №10 (Žygimantų g. 10) построен в 1911 году по проекту инженера Фёдора Сморгонского. В период с 1940 по 1941 год в этом доме жил литовский философ и педагог Стасис Шалкаускис.

## Галерея изображений

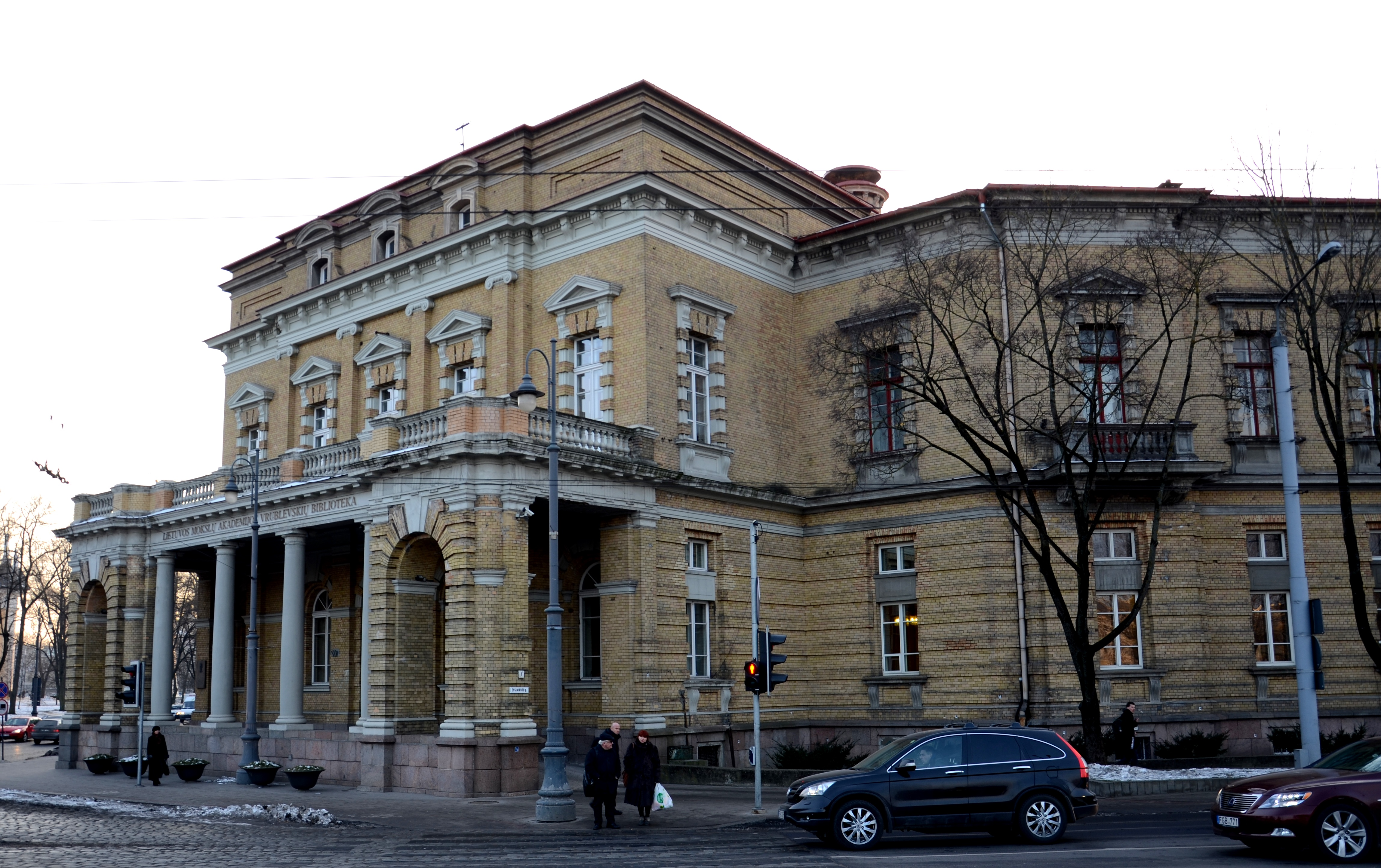
Библиотека Академии наук Литвы, Жигиманту, 1
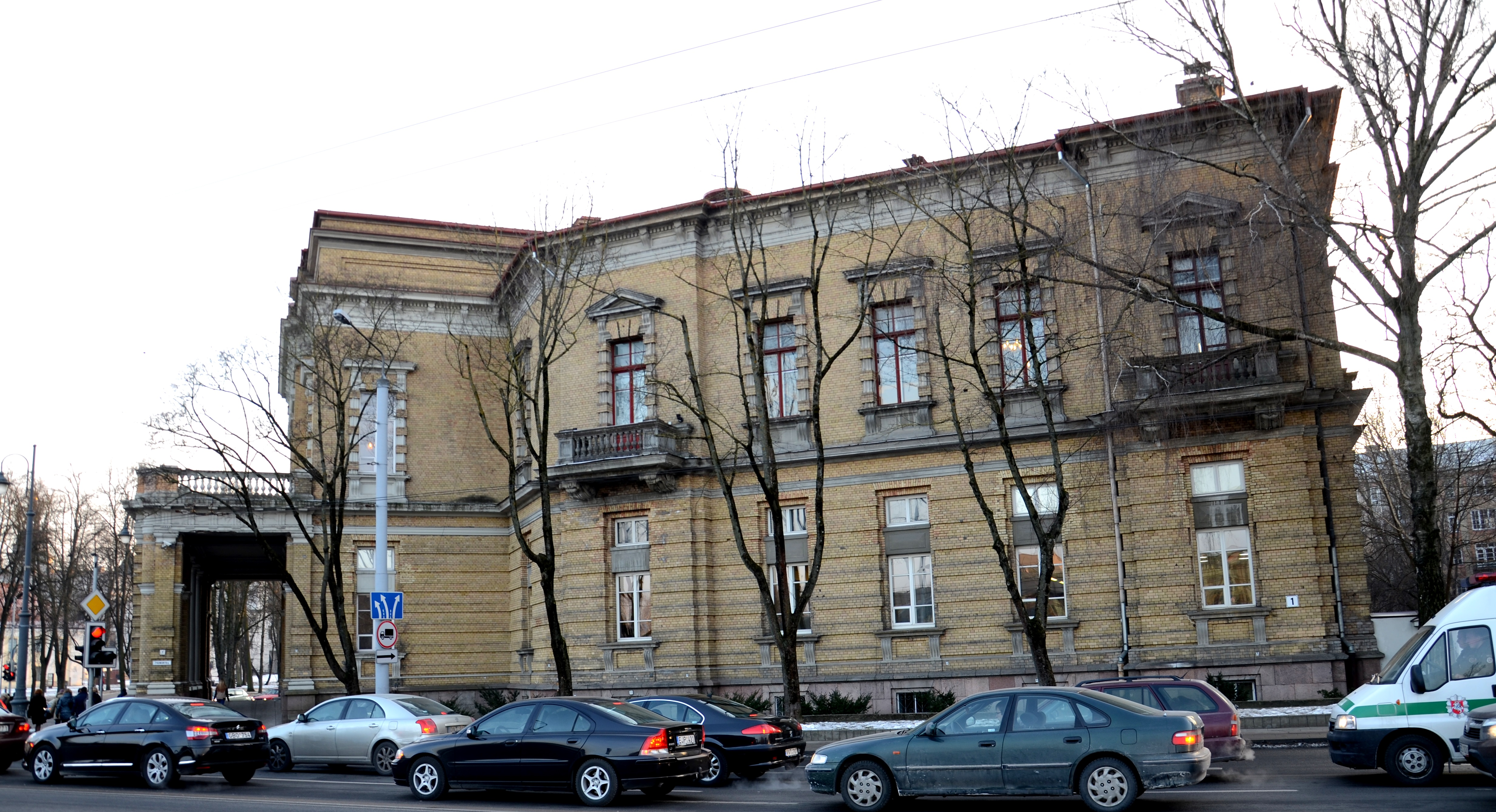
Библиотека Академии наук Литвы, Жигиманту, 1
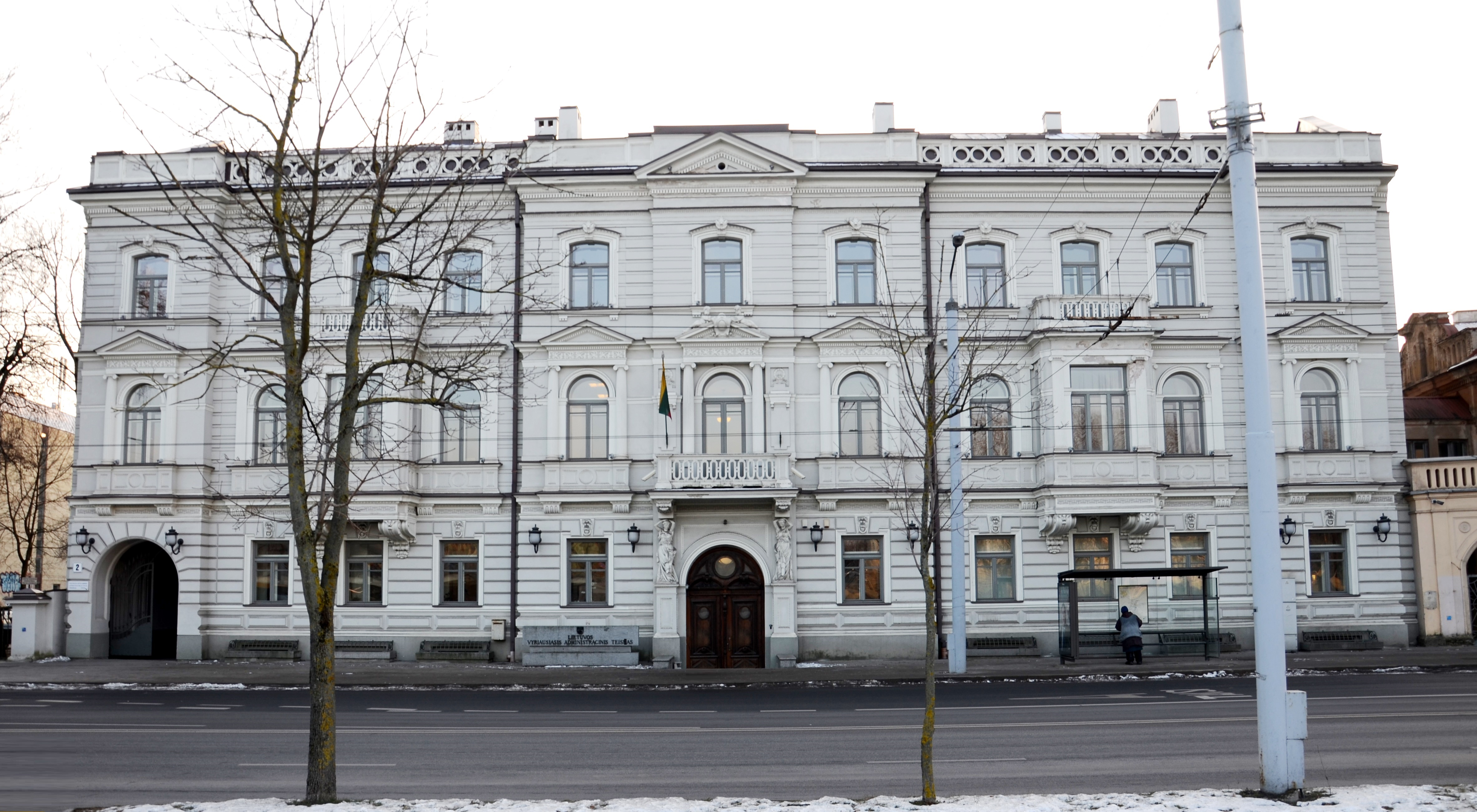
Дом №2 по улице Жигиманту
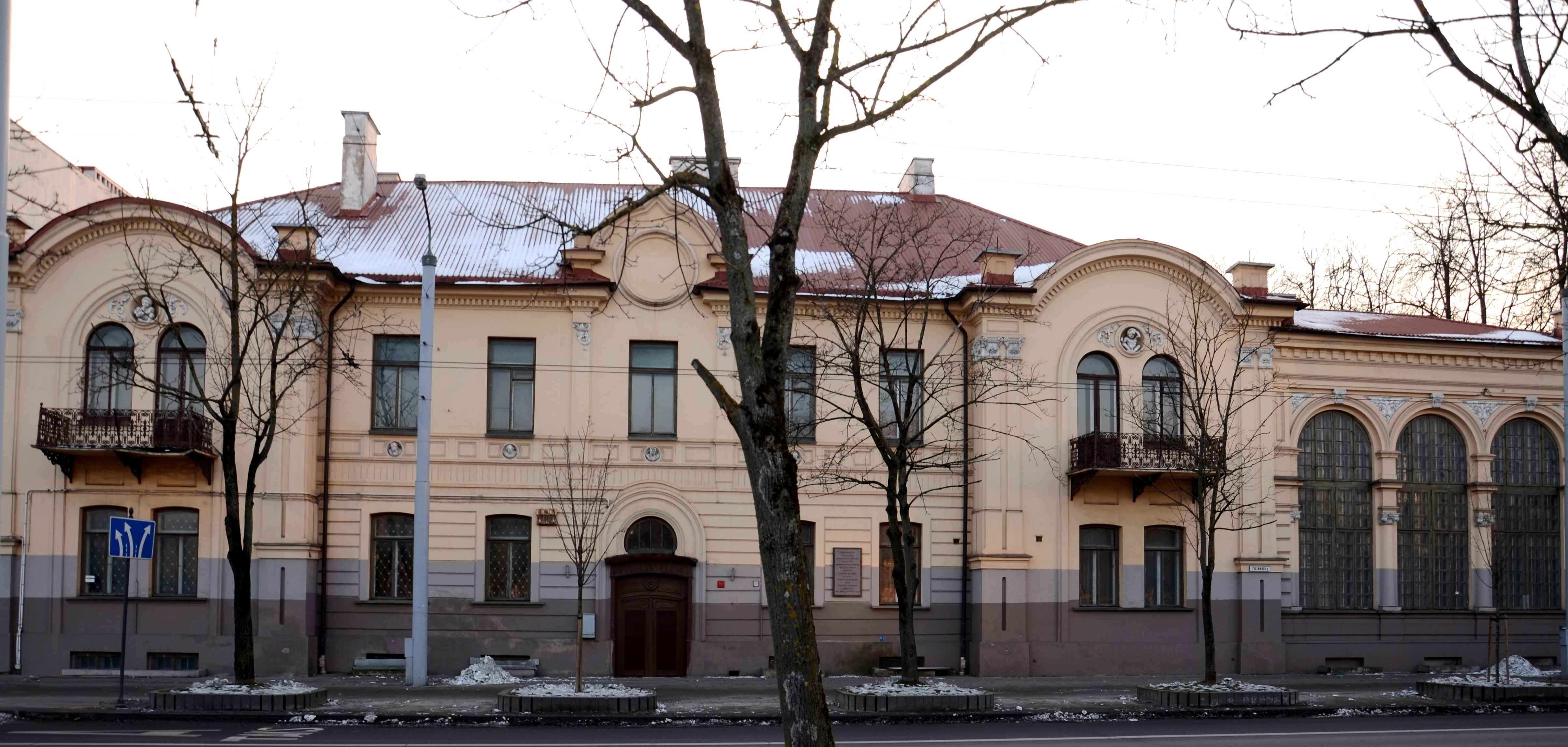
Дворец Юзефа Тышкевича в Вильнюсе на Жигиманту, 3, архитектор Киприан Мацулевич
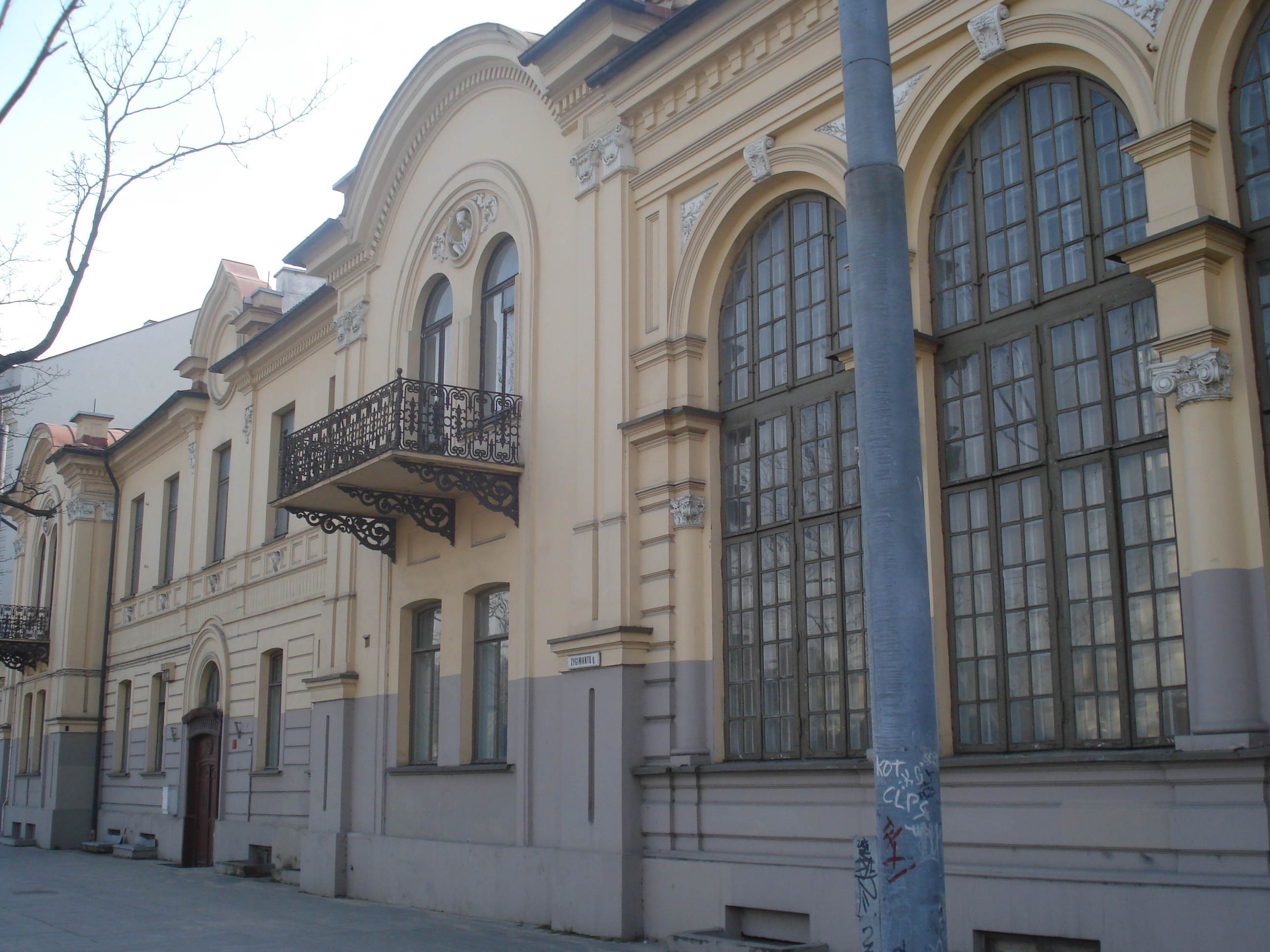
Дворец Юзефа Тышкевича
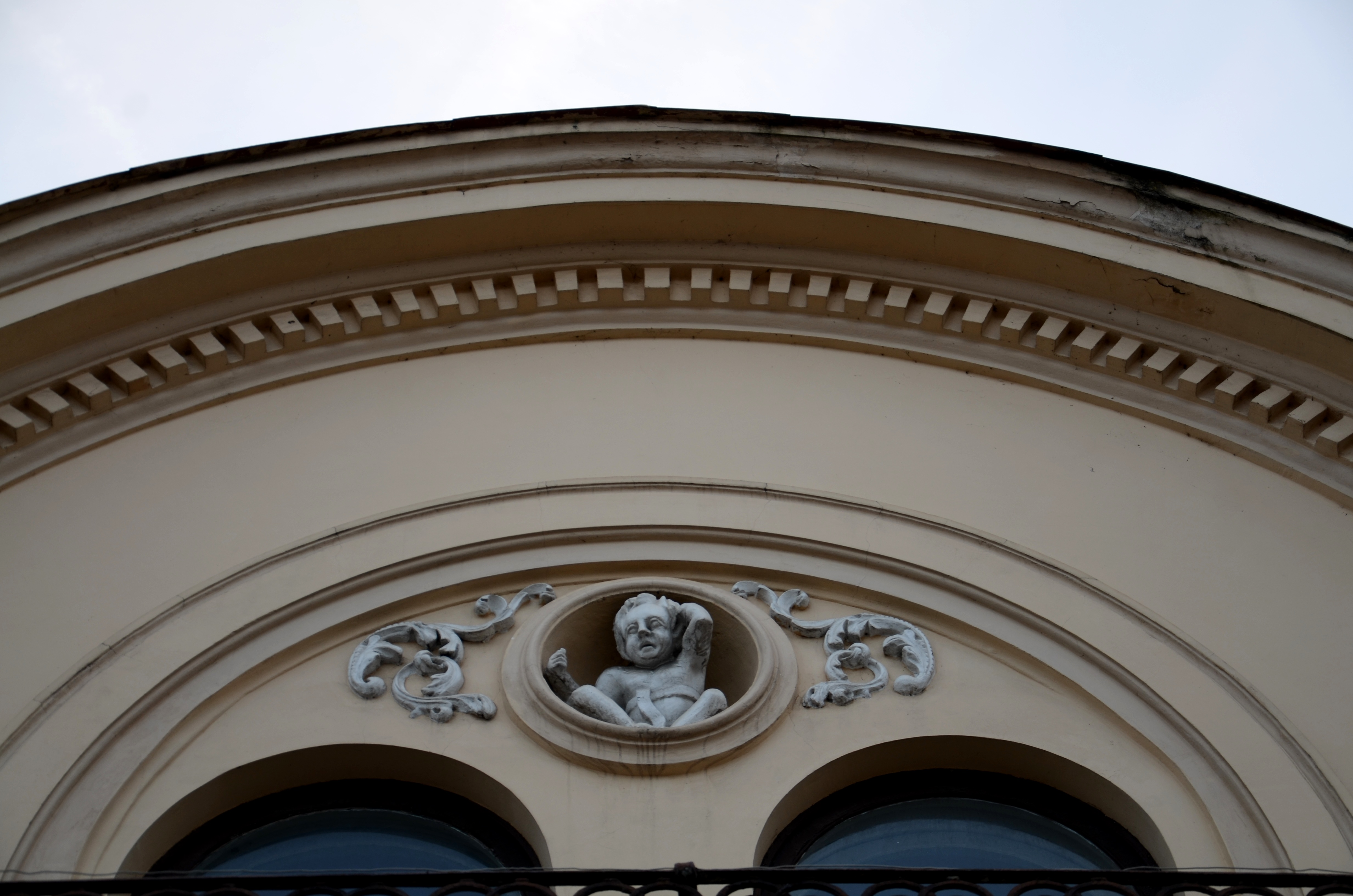
Фрагмент отделки дворца Юзефа Тышкевича на Жигиманту, 3
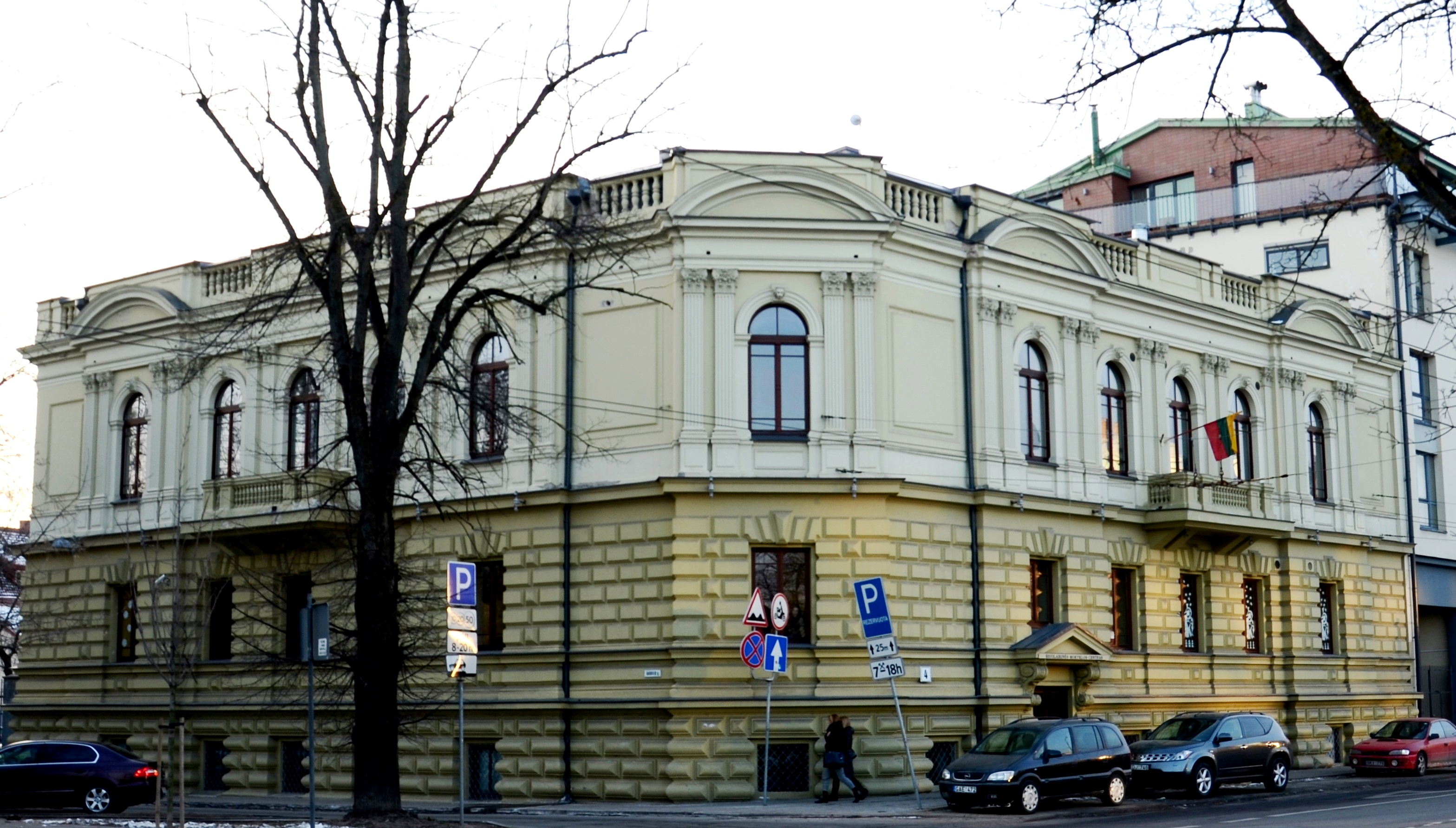
Дом №4 по улице Жигиманту
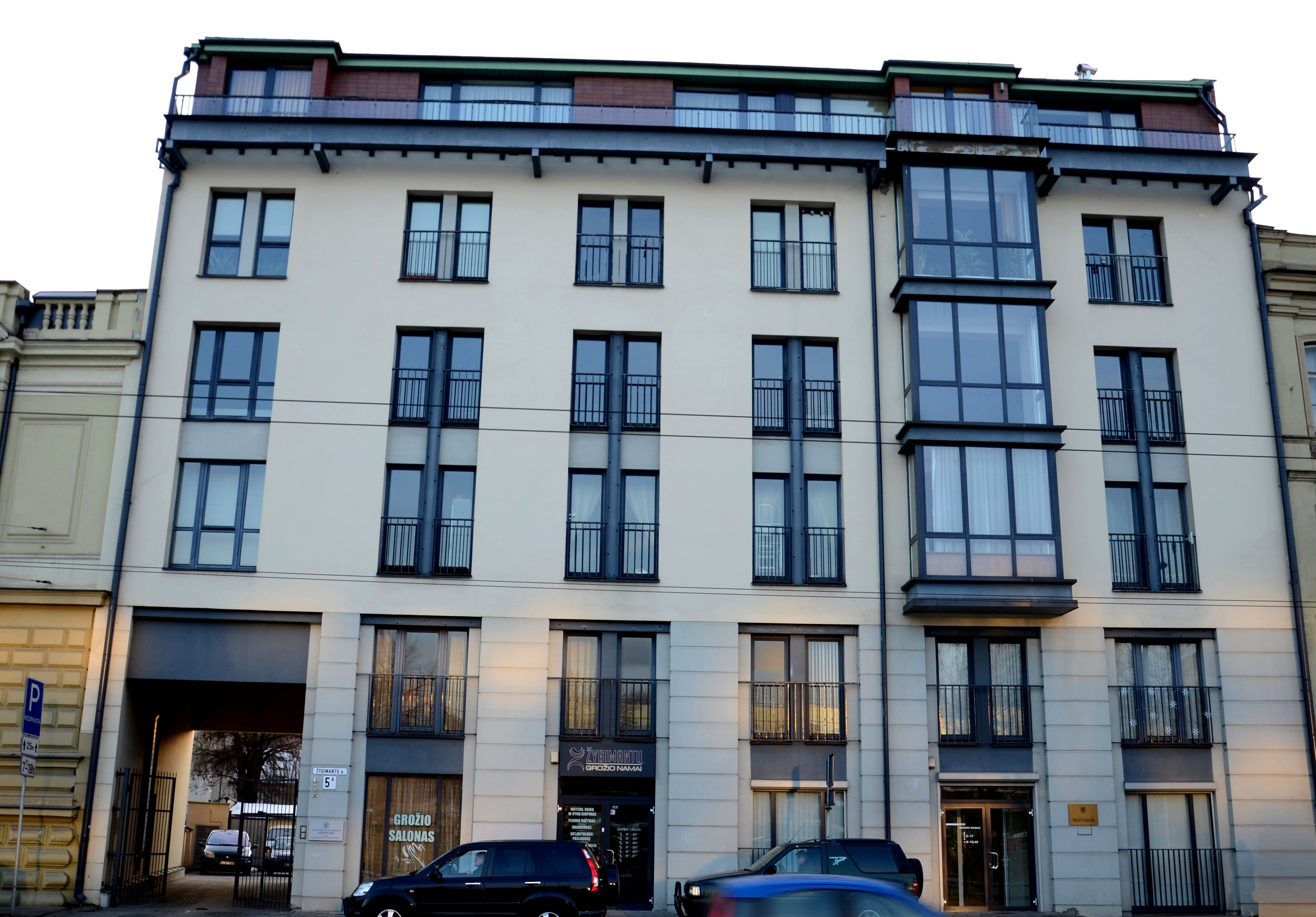
Дом №5 по улице Жигиманту
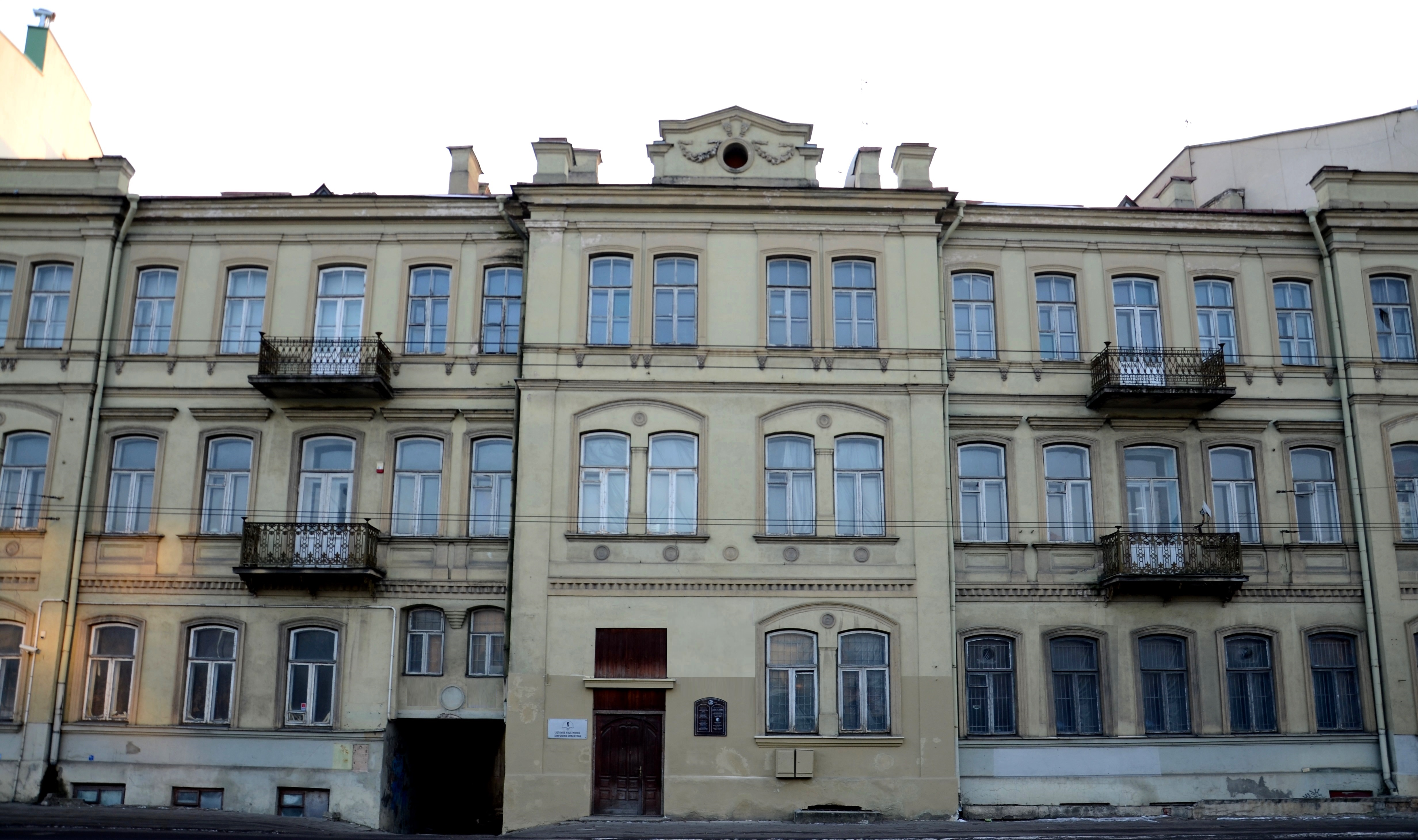
Дом №6 по улице Жигиманту
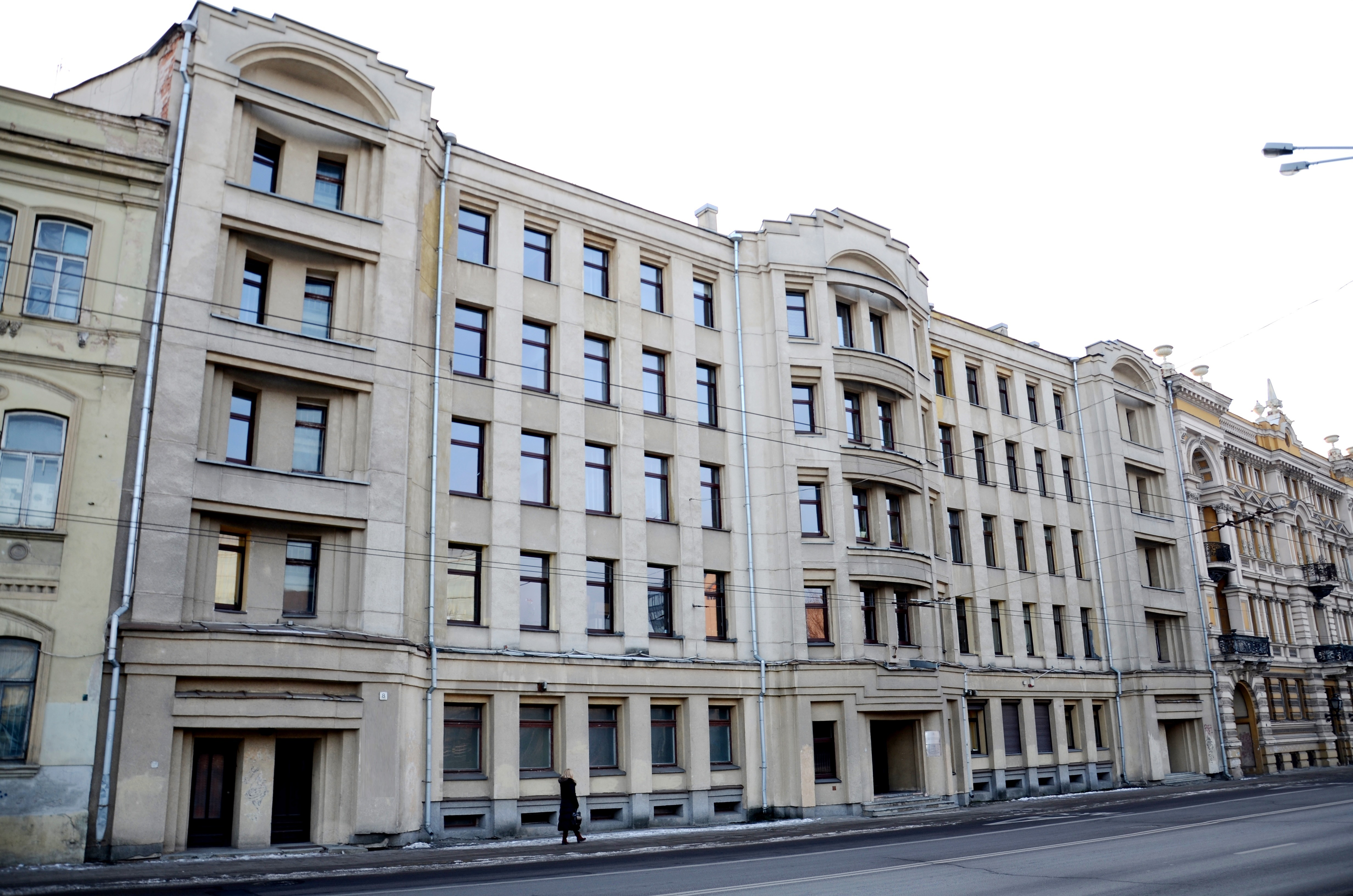
Дом №8 по улице Жигиманту
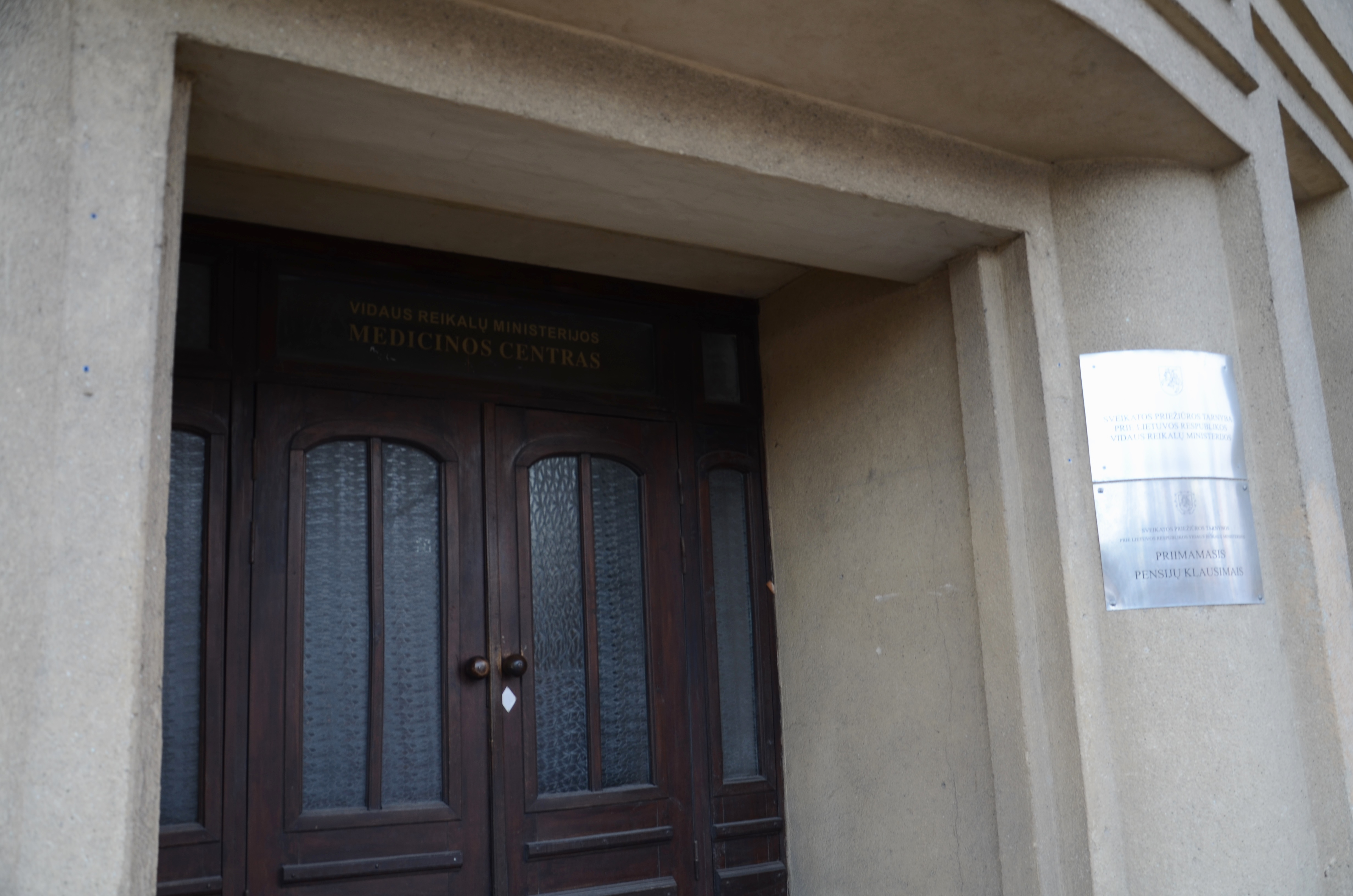
Дом №8 на улице Жигиманту в Вильнюсе. Вход в медицинский центр
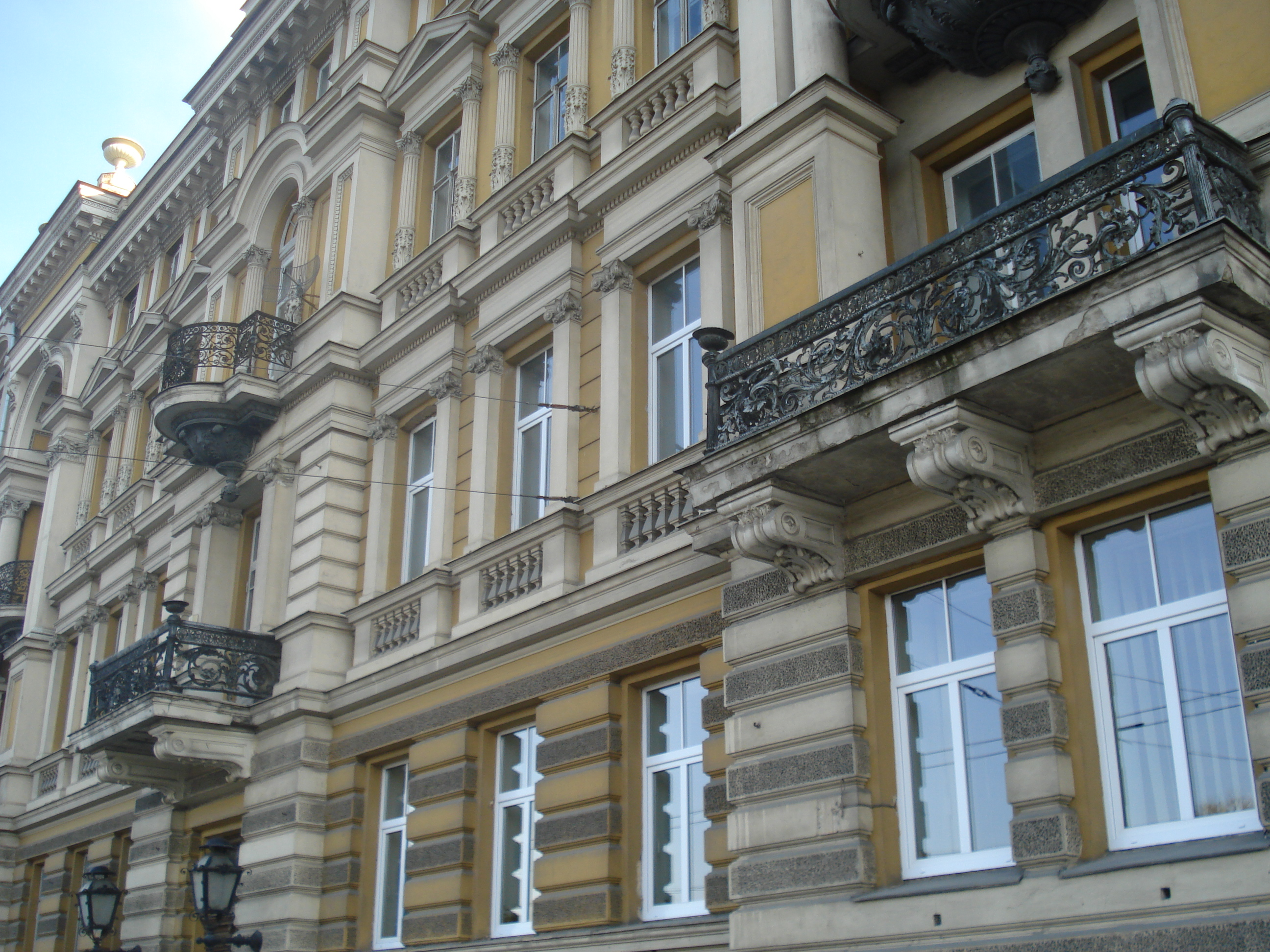
Дом №9 по улице Жигиманту
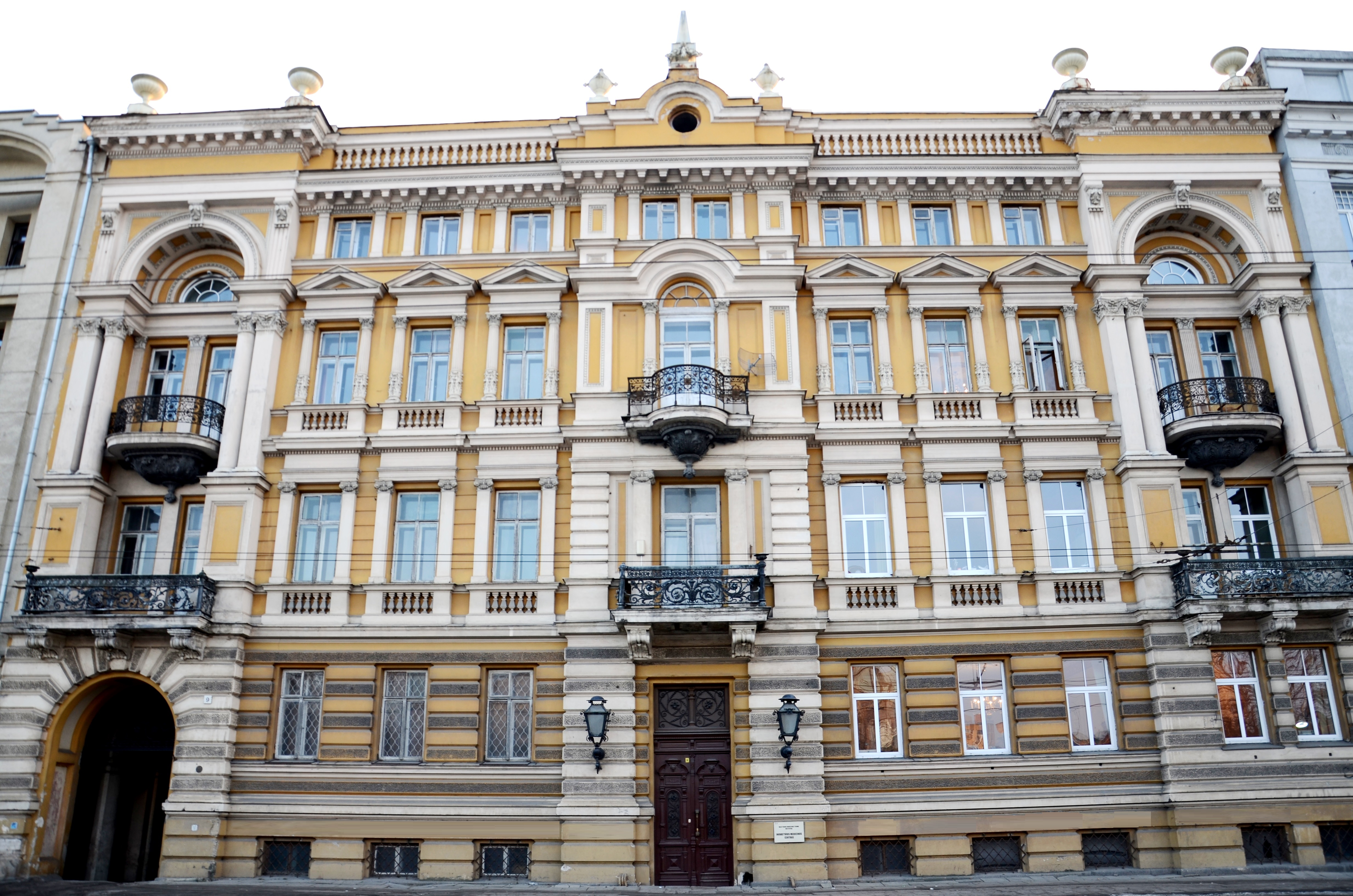
Дом №9 по улице Жигиманту
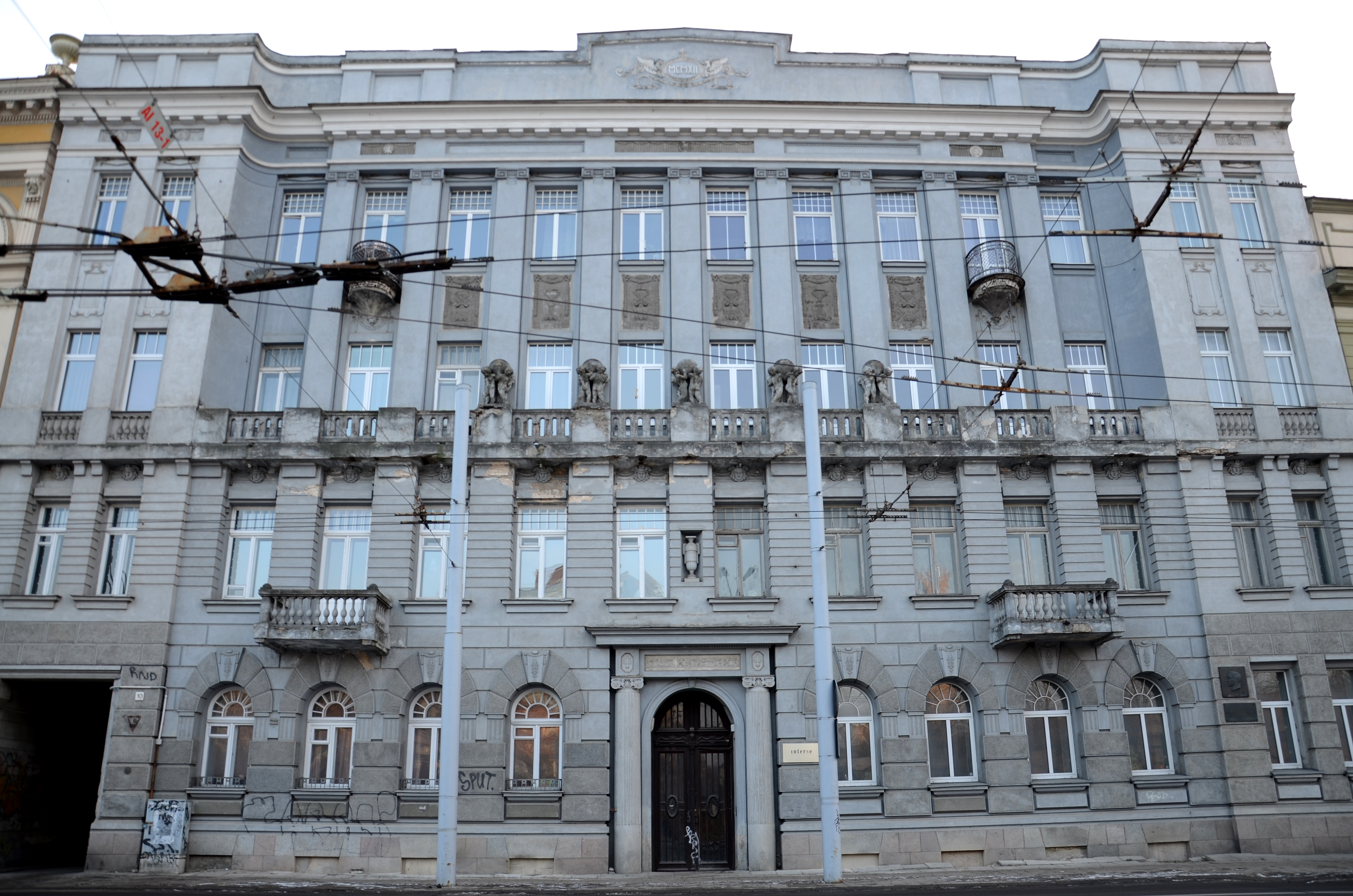
Дом №10 по улице Жигиманту в Вильнюсе
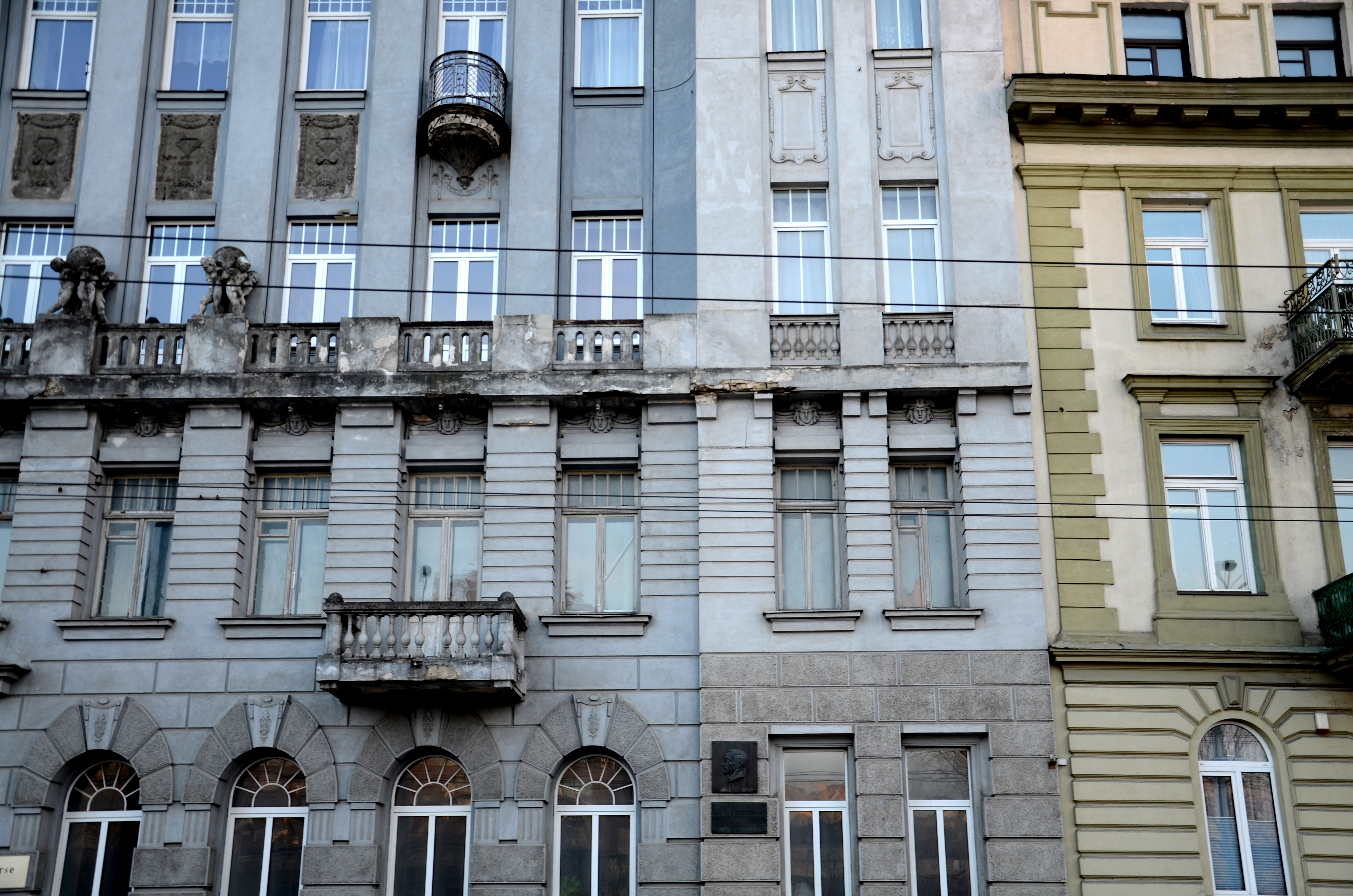
Дом №10 по улице Жигиманту в Вильнюсе, мемориальная доска в честь Стасиса Шалкаускиса на стене дома
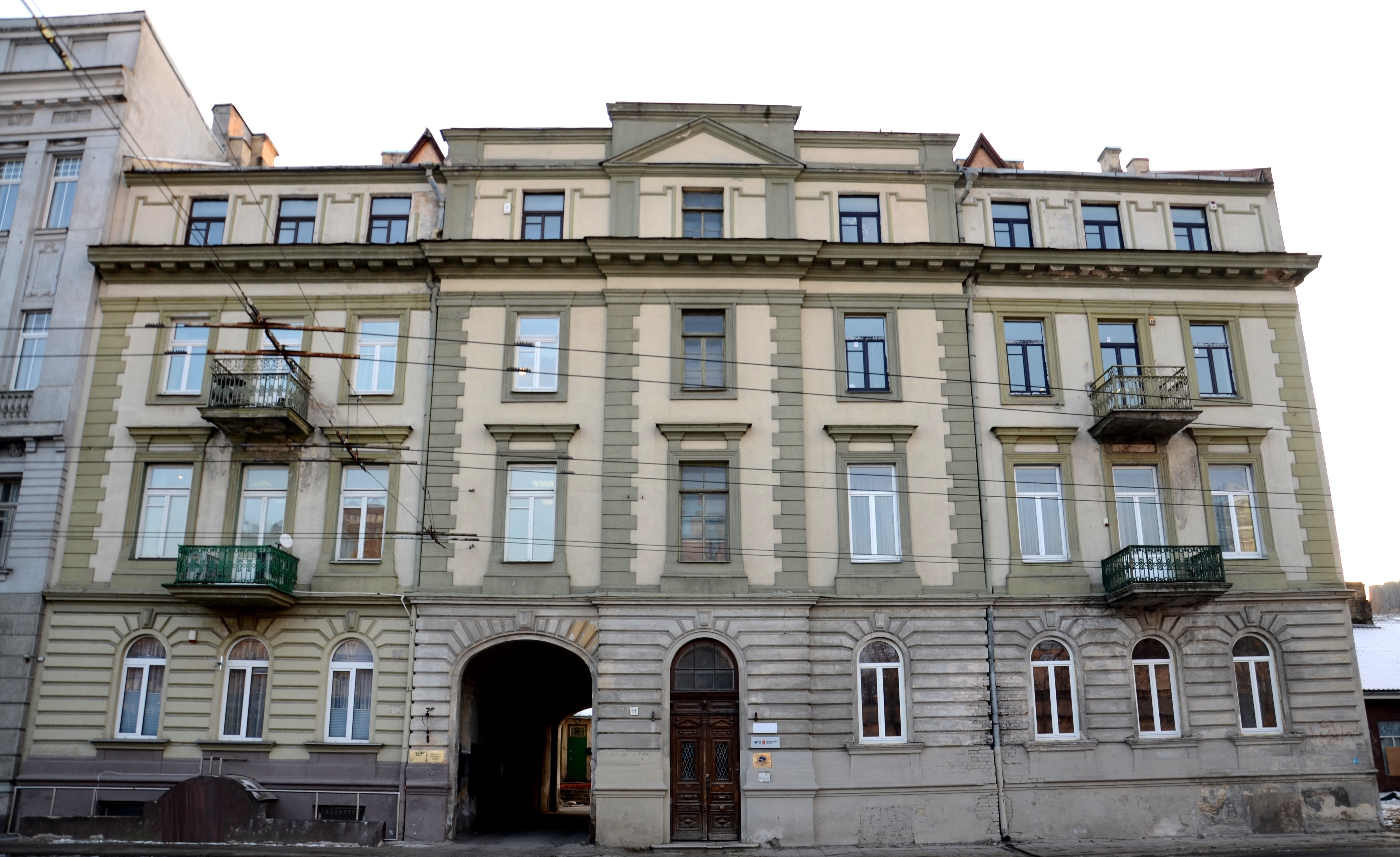
Дом №11 по улице Жигиманту
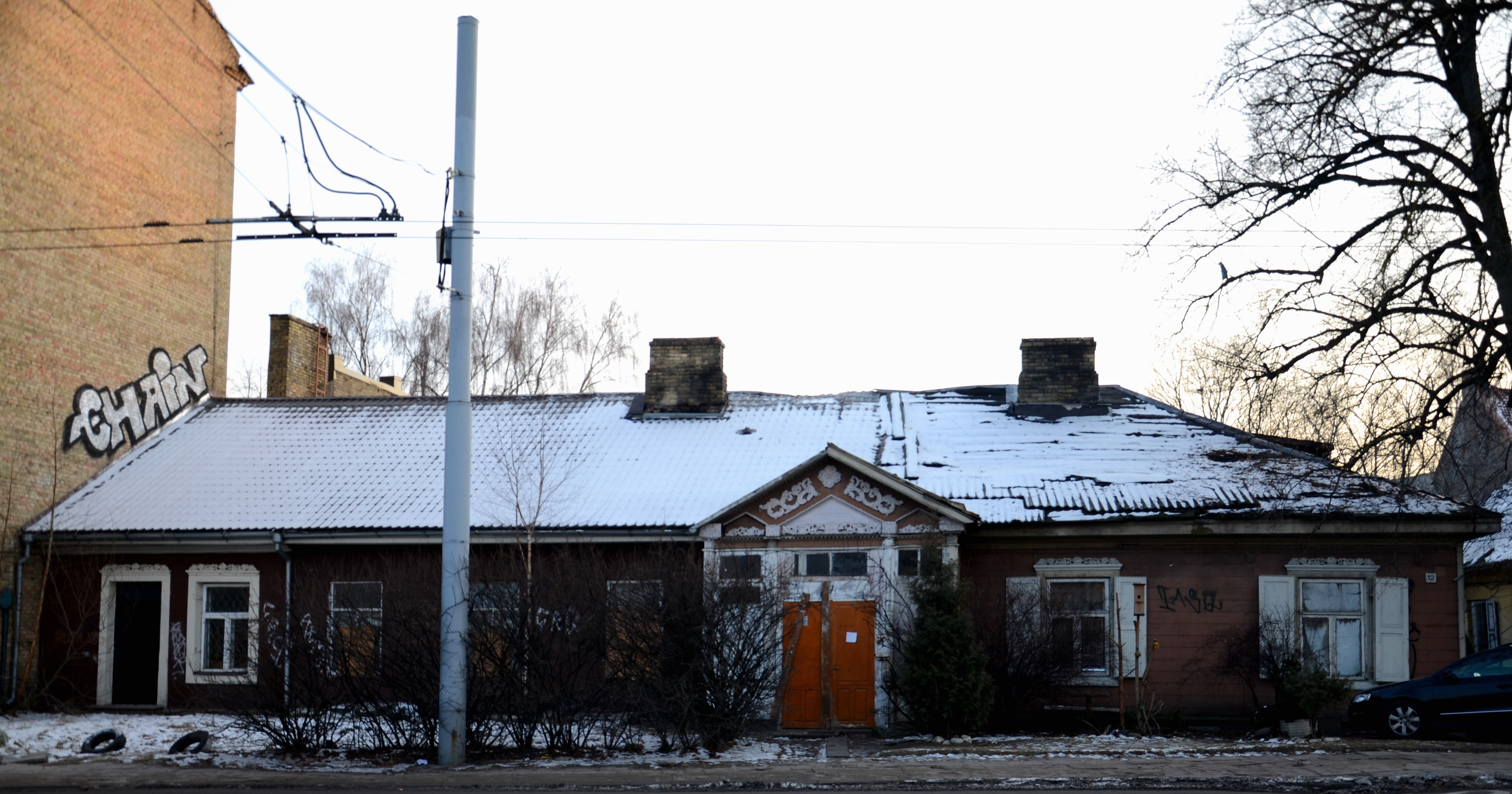
Дом №12 по улице Жигиманту
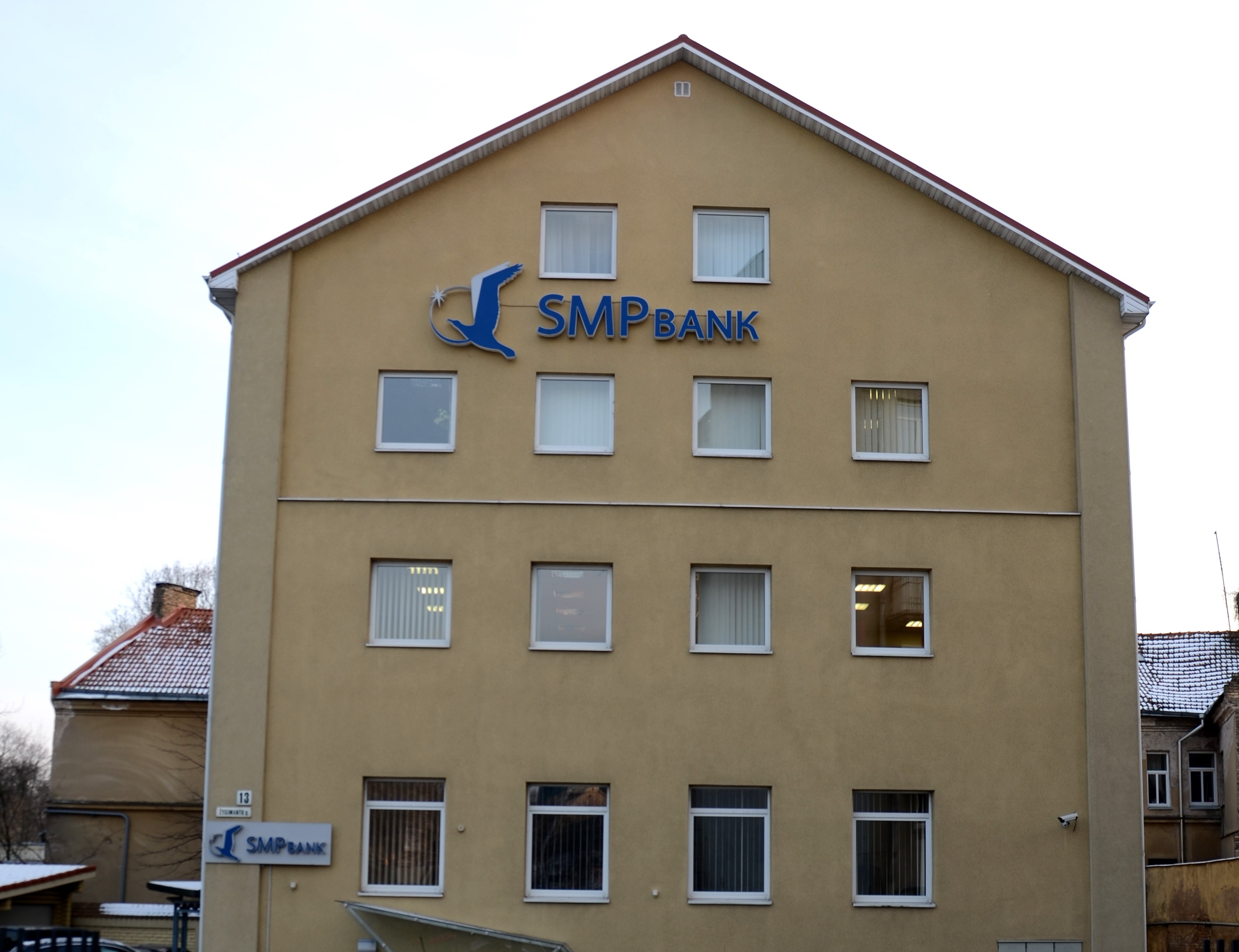
Дом №13 по улице Жигиманту